# Roberto Hodge
Roberto Hodge Rivera (30. juli 1944 - 30. november 1984) var en chilensk fodboldspiller (midtbane).
Hodge spillede i løbet af sin karriere i henholdsvis hjemlandet og i Mexico. I hjemlandet tilbragte han blandt andet ni sæsoner hos Universidad de Chile, hvor han var med til at vinde fem chilenske mesterskaber. I Mexico spillede han for blandt andet América, hvor han var med til at vinde to mexicanske mesterskaber, samt for Tigres UANL.
Hodge spillede desuden 38 kampe for det chilenske landshold. Han var en del af det chilenske hold, der deltog ved VM i 1966 i England, hvor han dog ikke kom på banen.

## Titler
Primera División de Chile
- 1962, 1964, 1965, 1967 og 1969 med Universidad de Chile

Copa Chile
- 1977 med Palestino

Primera División de México
- 1971 og 1972 med América

Copa Mexico
- 1974 med América